# Кряш-Сердинское сельское поселение
Кряш-Сердинское се́льское поселе́ние (тат. Керәшен Сәрдәсе авыл җирлеге) — муниципальное образование в Пестречинском районе Республики Татарстан.
Административный центр — село Кряш-Серда.

## История
Статус и границы сельского поселения установлены Законом Республики Татарстан от 31 января 2005 г. № 33-ЗРТ «Об установлении границ территорий и статусе муниципального образования „Пестречинский муниципальный район“ и муниципальных образований в его составе».

## Население
| 2010 | 2011 | 2012 | 2013 | 2014 | 2015 | 2016 |
| ---- | ---- | ---- | ---- | ---- | ---- | ---- |
| 511  | ↗512 | ↘498 | ↗510 | ↘501 | ↘499 | ↘496 |
| 2017 | 2018 |      |      |      |      |      |
| ↘482 | ↘481 |      |      |      |      |      |

## Состав сельского поселения
| № | Населённый пункт | Тип населённого пункта       | Население |
| - | ---------------- | ---------------------------- | --------- |
| 1 | Иксуар           | деревня                      |           |
| 2 | Колкомерка       | деревня                      |           |
| 3 | Кряш-Серда       | село, административный центр |           |